# فورت پورتال
فورت پورتال (به لاتین: Fort Portal) یک شهر در اوگاندا است که در منطقه غربی، اوگاندا واقع شده‌است. فورت پورتال ۵۴٬۲۷۵ نفر جمعیت دارد. و ۱٬۴۸۰ متر بالاتر از سطح دریا واقع شده.